# Ungleichung von Mulholland
Die Ungleichung von Mulholland (englisch Mulholland’s inequality) ist ein Resultat der Analysis, einem der Teilgebiete der Mathematik. Die Ungleichung  ist verwandt mit der minkowskischen Ungleichung, welche sich im Wesentlichen  aus der mulhollandschen Ungleichung als Korollar ergibt. Sie wurde von Hugh P. Mulholland im Jahre 1950 publiziert und gab Anlass zu einer Reihe weiterführender Untersuchungen.

## Formulierung
Das Resultat lässt sich wie folgt angeben:
Gegeben seien das reelle Intervall {\displaystyle I=[0,\infty )} und eine reelle Funktion {\displaystyle f\colon I\to I} mit folgenden Eigenschaften:
 (1) {\displaystyle f(0)=0}  .
 (2) {\displaystyle f} ist eine stetige Bijektion und dabei eine streng monoton steigende Funktion.
 (3) Die Einschränkung {\displaystyle f|_{(0,\infty )}} auf das Innere des Intervalls ist eine Jensen-konvexe Funktion.
 (4) Die durch die Zuordnung {\displaystyle t\mapsto F(t)=\ln \left(f\left(e^{t}\right)\right)} gegebene reelle Funktion {\displaystyle F\colon \mathbb {R} \to \mathbb {R} } ist ebenfalls Jensen-konvex.
Dann gilt für jede natürliche Zahl {\displaystyle N>0} und je zwei {\displaystyle N}-Tupel {\displaystyle (a_{1},\ldots ,a_{N}),(b_{1},\ldots ,b_{N})\in I^{N}} stets die Ungleichung
{\displaystyle f^{-1}\left(\sum _{i=1}^{N}{f(a_{i}+b_{i})}\right)\leq f^{-1}\left(\sum _{i=1}^{N}{f(a_{i})}\right)+f^{-1}\left(\sum _{i=1}^{N}{f(b_{i})}\right)}  .

### Korollar
Nimmt man oben (zu einer gegebenen reellen Zahl {\displaystyle p\geq 1}) als Funktion {\displaystyle f} die Potenzfunktion {\displaystyle t\mapsto f(t)=t^{p}\;(t\geq 0)}, so erhält man eine Version der minkowskischen Ungleichung:
Für jede natürliche Zahl {\displaystyle N>0} und je zwei {\displaystyle N}-Tupel {\displaystyle (a_{1},\ldots ,a_{N})} und {\displaystyle (b_{1},\ldots ,b_{N})} nichtnegativer reeller Zahlen gilt stets
{\displaystyle {\sqrt[{p}]{\sum _{i=1}^{N}{(a_{i}+b_{i})^{p}}}}\leq {\sqrt[{p}]{\sum _{i=1}^{N}{{a_{i}}^{p}}}}+{\sqrt[{p}]{\sum _{i=1}^{N}{{b_{i}}^{p}}}}}  .